# Industrie-Club Düsseldorf

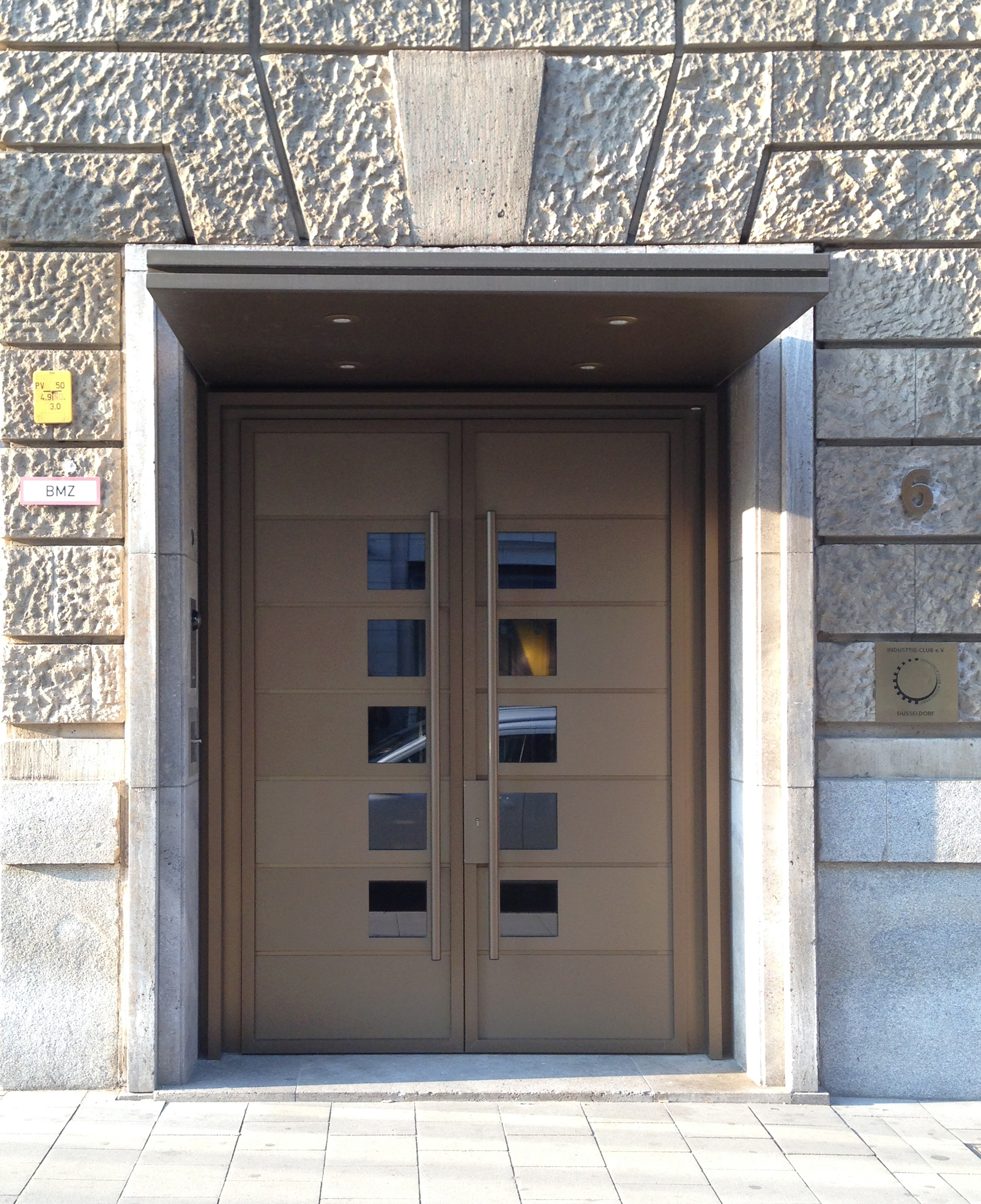
Eingang Industrie-Club, 2017

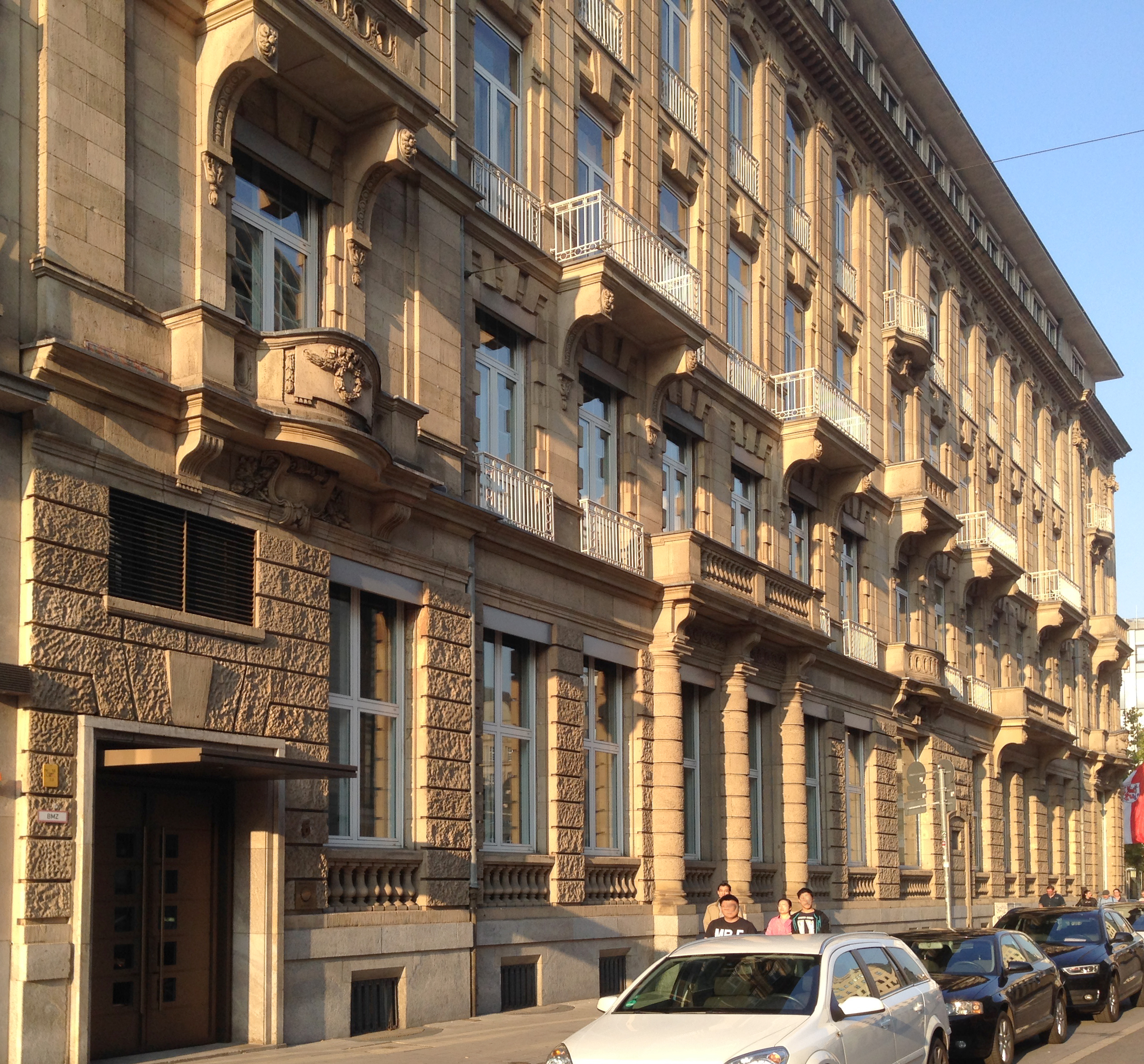
Elberfelder Straße 6, 2017

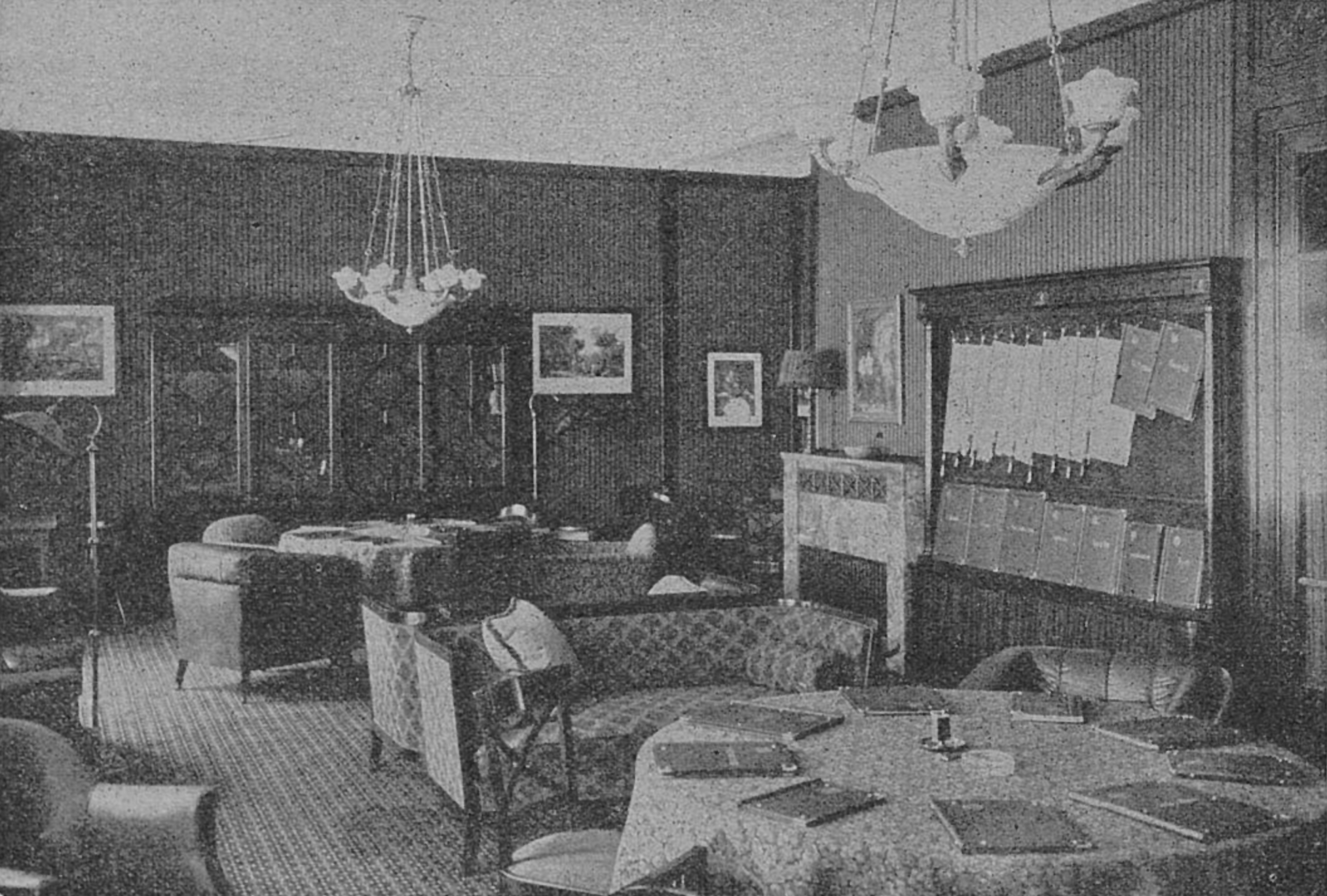
Lesezimmer des Industrieklubs an der Elberfelder Straße. Offizielle Eröffnung war am 4. Oktober 1913.

Der Industrie-Club e. V. Düsseldorf ist eine Interessenvertretung von führenden Persönlichkeiten der Wirtschaft und des öffentlichen Lebens mit Sitz in Düsseldorf, Elberfelder Straße 6 im Gebäude des Steigenberger Parkhotels. Der Club hat etwa 1000 Mitglieder. Frauen werden seit 1977 als Mitglieder zugelassen.
Der Verein wurde am 30. März 1912 auf Initiative von Heinrich Lueg gegründet. Erster Präsident war Wilhelm Marx, der vormalige Bürgermeister Düsseldorfs und dessen Ehrenbürger. Dieser amtierte von 1913 bis 1924, ihm folgten als Präsidenten die Industriellen Emil Kirdorf (1924–1928) und Karl Haniel (1928–1944). Zu seinen bekannteren Mitgliedern zählten Gustav Krupp von Bohlen und Halbach, Carl Duisberg, Heinrich Lueg, mehrere Mitglieder der Familie Poensgen wie Ernst Poensgen, August Thyssen, Fritz Thyssen, Walther Rathenau und Albert Vögler.

## Redner

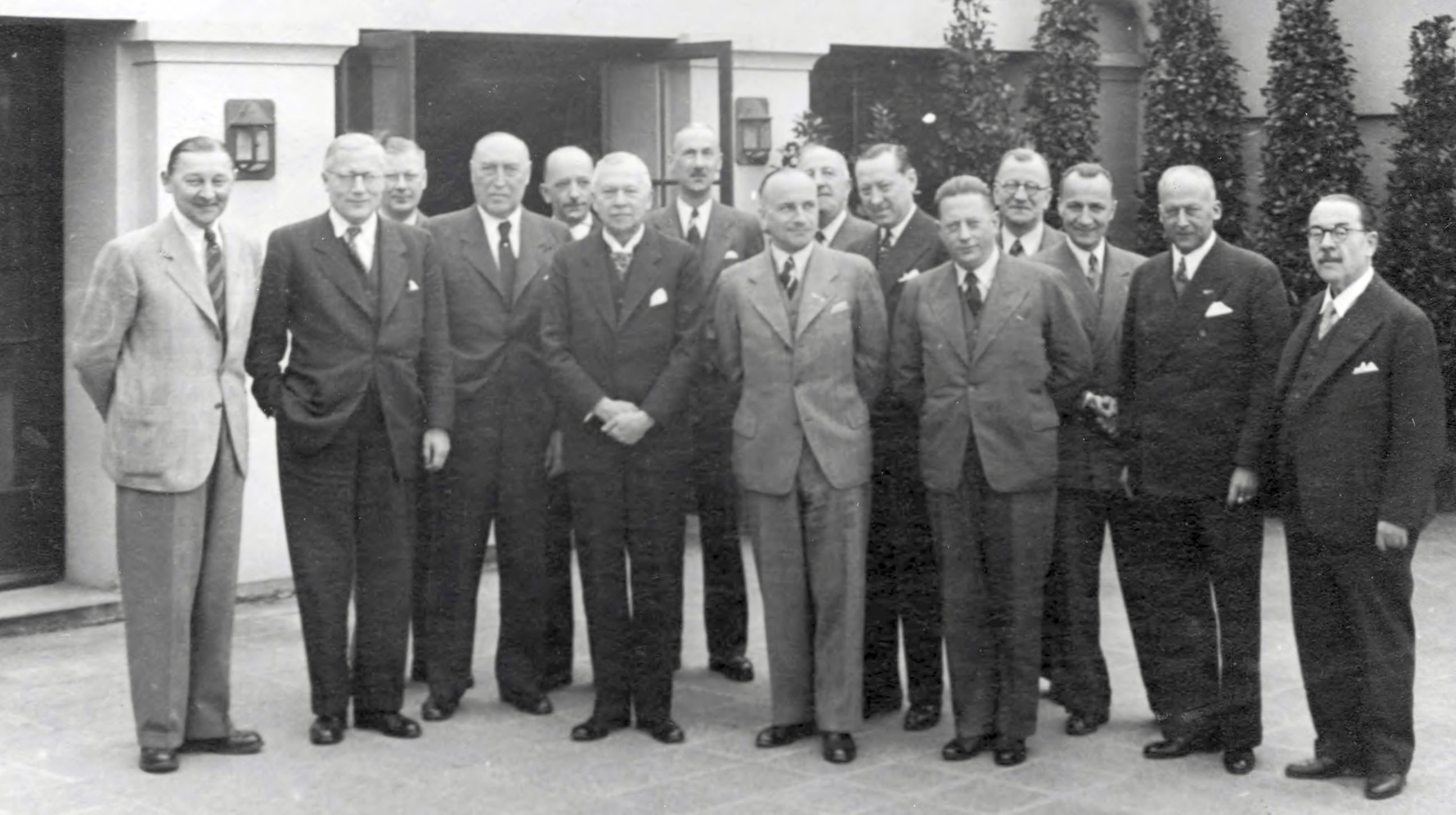
Industrielle vom Niederrhein im Industrie-Club in den 1930er Jahren, in der Mitte vorn im hellen Anzug der Großindustrielle Peter Klöckner

Zu den tragenden Pfeilern der Institution gehören die zahlreichen Vorträge gesellschaftspolitisch bedeutender Redner, zu denen die Club-Mitglieder regelmäßig eingeladen werden. In den vergangenen Jahren waren etwa Joachim Gauck, Angela Merkel, Michail Gorbatschow, Friedrich Merz, Wolfgang Ischinger, Sigmar Gabriel, Ursula von der Leyen, Norbert Röttgen, Boris Pistorius, Günther H. Oettinger, Joe Kaeser, Herfried Münkler, John B. Emerson, Hannelore Kraft, Christoph M. Schmidt, Tony Cragg, Christian Lindner, Udo Di Fabio, Simone Bagel-Trah, Ulrich Grillo, Carsten Spohr, Karl-Ludwig Kley, Jens Weidmann, Hans-Joachim Watzke, Johannes Teyssen, Armin Papperger, Timothy Garton Ash, Tom Buhrow, Daniel Kehlmann oder Bernhard Schlink zu Gast.
Viel diskutiert wurde Hitlers Rede vor dem Industrie-Club Düsseldorf am 26. Januar 1932. Im April 1932 sprach auch Hermann Göring vor den Mitgliedern des Clubs. Nach 1945 wurden unter anderem Willy Brandt, Konrad Adenauer, Helmut Schmidt, Gerhard Schröder, später Ralf Dahrendorf und Hildegard Hamm-Brücher als Redner eingeladen.

## Förderung
Einen besonderen Schwerpunkt setzt der Club auf die Förderung der Wissenschaft. Er verleiht den Wissenschaftspreis des Industrie-Clubs im Land Nordrhein-Westfalen und die Seneca-Medaille für international herausragende wissenschaftliche Leistungen auf dem Gebiet der Alternsforschung. Zudem fördert der Industrie-Club im Rahmen des Deutschlandstipendiums insgesamt 27 hochbegabte Studenten der Heinrich-Heine-Universität und der Hochschule Düsseldorf. Neben der finanziellen Unterstützung profitieren die Stipendiaten von einer engen Bindung an das Clubleben. So werden sie etwa zu ausgewählten Veranstaltungen eingeladen und bekommen so die Möglichkeit, aktuelle gesellschaftspolitische Diskussionen mit hochrangigen Rednern zu verfolgen.

## Club-Struktur
Neben den einzelnen Mitgliedern, die gemeinsam die Mitgliederversammlung bilden, verfügt der Industrie-Club über einen Vorstand, einen Beirat sowie eine Geschäftsführung.

### Vorstand
Derzeit setzt sich der Vorstand aus dem Vorsitzenden Dirk Grolman, dessen zwei Stellvertretern Friderike Bagel und Gerrit Woeste, sowie den Vorstandsmitgliedern Florian Braunfels, Claus Gielisch, Peer Knauer und Hendrik Otto zusammen.

#### Vorsitzende des Industrie-Clubs seit 1913
Quelle:
- Wilhelm Marx (1913–1924)
- Emil Kirdorf (1925–1928)
- Karl Haniel (1928–1944)
- Karl Jarres (1945–1949)
- Robert Lehr (1949–1956)
- Ernst Georg Schneider (1956–1967)
- Konrad Henkel (1967–1990)
- Rolf Schwarz-Schütte (1990–1995)
- Gustav Adolph von Halem (1995–2007)
- Joachim F. Scheele (2007–2019)
- Dirk Grolman (seit 2019)

### Beirat
Aufgabe des Beirates ist die Wahrnehmung der ihm durch die Satzung des Clubs zugewiesenen Aufgaben sowie die beratende Unterstützung des Vorstandes. Der Beirat selbst ist mit derzeit 18 Mitgliedern relativ groß, davon sind 6 Beiratsmitglieder weiblich.
Die Mitglieder des Beirats sind Michael Becker, Sebastian Dettmers, Katja van Doren, Moritz Graf zu Eulenburg, Richard C. Geibel, Florian Grolman, Susan von Heill, Theresa Holler, Olaf Huth, Annette G. Köhler, Lars von Lackum, Natalie Mekelburger, Ulrich Michaelis, Peter Minuth, J. Manuel von Möller, Martin Rothfuchs, Anja Steinbeck, Antonino Vultaggio.

### Geschäftsführung
Hauptamtliche Geschäftsführerin ist seit 2011 Heidi Schädlich.

#### Geschäftsführer seit 1914
(Quelle:)
- Otto T. Schüller (1914–1934)
- Alexander Hevelke (1934–1949)
- Carl August Zapp (1949–1951)
- Klaus Biebrach (1951–1974)
- Philipp Dürr (1974–1982)
- Günther Freiherr von Teuffel (1982–1992)
- Bernd Dieckmann (1993–2003)
- Klaus Germann (2003–2010)
- Heidi Schädlich (seit 2011)